# Leptotarsus (Phymatopsis) flavopygialis
Leptotarsus (Phymatopsis) flavopygialis is een tweevleugelige uit de familie langpootmuggen (Tipulidae). De soort komt voor in het Australaziatisch gebied.